# 28782 Mechling
28782 Mechling è un asteroide della fascia principale. Scoperto nel 2000, presenta un'orbita caratterizzata da un semiasse maggiore pari a 2,2351068 UA e da un'eccentricità di 0,0607702, inclinata di 4,76639° rispetto all'eclittica.